# Aristòtil de Cirene
Aristòtil de Cirene (en grec antic Ἀριστοτέλης) fou un filòsof grec de l'Escola cirenaica, contemporani d'Estilpó, que menciona Diògenes Laerci i dona el nom d'una de les seves obres, Περὶ Ποιητικῆς (Sobre la poètica).
Sembla que es va dedicar a la filosofia i se suposa que formava part de l'Escola cirenaica. Va tenir com a deixebles a Clitarc i a Símies de Siracusa, abans que els dos es fessin deixebles d'Estilpó. Claudi Elià va conservar un consell ètic d'aquest personatge: "Aristòtil de Cirene va dir que no s'hauria d'acceptar cap favor de ningú. Perquè o tindràs problemes si intentes tornar-lo, o semblarà que ets un ingrat si no ho fas".